# ليندا أوتو
ليندا أوتو (بالإنجليزية: Linda Otto)‏ هي مخرجة أمريكية، ولدت في 4 أبريل 1940، وتوفيت في 27 يونيو 2004 في لوس أنجلوس في الولايات المتحدة.

## وصلات خارجية
- ليندا أوتو على موقع IMDb (الإنجليزية)
- ليندا أوتو على موقع ألو سيني (الفرنسية)
- ليندا أوتو على موقع أول موفي (الإنجليزية)
- ليندا أوتو على موقع قاعدة بيانات برودواي على الإنترنت (الإنجليزية)
- ليندا أوتو على موقع قاعدة بيانات الأفلام السويدية (السويدية)
- ليندا أوتو على موقع قاعدة بيانات الفيلم (الإنجليزية)
- ليندا أوتو على موقع كينوبويسك (الروسية)